# Antipatros (Toreut)
Antipatros (altgriechisch Άντίπατρος, latinisiert Antipater) war ein antiker griechischer Toreut (Metallbearbeiter) aus hellenistischer Zeit.
Antipatros ist einzig durch literarische Überlieferung bekannt, zuschreibbare Werke sind heute nicht mehr bekannt. In der Naturgeschichte des älteren Plinius wird er als Schöpfer einer Schale aufgeführt, in deren Innerem ein schlafender Satyr dargestellt war. Die Stelle bei Plinius ähnelt sehr stark einem Epigramm des Dichters Antipatros von Sidon, das in der Griechischen Anthologie überliefert wurde und in dem dieser eine Silberschale des Toreuten Diodoros beschreibt. Otto Benndorf schloss in seiner Dissertation daraus, dass es sich deshalb nur um eine fehlerhafte Darstellung bei Plinius handelt, der den Dichter des Epigramms mit dem Toreuten verwechselt hatte. Diese Interpretation gilt heute als möglich, aber nicht gesichert. Möglich ist durchaus auch eine Existenz eines Toreuten des Namens. Das Motiv, in seiner bekanntesten Form durch den Barberinischen Faun repräsentiert, weist auf eine Entstehung in hellenistischer Zeit.